# George Staal
George Adrien Charles Auguste Constant Staal (Amsterdam, 23 januari 1909 – Lorgues, 2003) was een Nederlands architect. 

## Biografie
Staal was de derde zoon van de architect Jan Frederik Staal. Na zijn studie bouwkunde in Delft assisteerde Staal zijn vader, o.a. bij het werk aan de Beurs in Rotterdam (1935-1940). Later werkte hij samen met zijn broer Arthur Staal, eveneens architect, o.a. aan de verbouwing van de Amsterdamse bioscoop Roxy (1941). 

Anders dan zijn vader en broer was Georges Staal geen architect die een kunstzinnig stempel wilde drukken. 
Na de Tweede Wereldoorlog richtte Staal het constructiebureau N.V. Herstelbouw op, gevestigd op het Rokin 99 in Amsterdam, en startte met het ontwerpen en verkopen van voorgefabriceerde bungalows. Voornaamste klanten waren emigranten die naar Australië, Nieuw-Zeeland en Canada gingen. Zij konden reeds voor vertrek een woning naar keuze inrichten en op de plek van bestemming laten neerzetten. 
Ook de Nieuw-Zeelandse overheid plaatste in 1951 een bestelling van duizend prefab bungalows.

In 1953 gaf de Nederlandse onderneming HVA International het bedrijf van Staal opdracht tot ontwerp, levering en werkplan van prefab woningen voor het stafpersoneel van de nieuwe suikerfabriek in Ethiopië.

Staal was ook actief op andere gebieden, schreef artikelen in vakbladen/tijdschriften en richtte in 1954, samen met twee anderen,  de Vereniging Export Combinatie Holland Prefab op. 

In 1956 ging het bedrijf van Staal failliet nadat vooral de markt in Nieuw-Zeeland en Australië instortte door regelgeving, hoge transportkosten en verslechterde kwaliteitsimago van de prefab woningen.

## Kenmerken werk
Het werk van Staal behoort tot de wederopbouwarchitectuur, die wordt gekenmerkt door industrialisatie van het bouwproces.
Deze aanpak resulteerde in een herkenbare bouwstijl die de laatste jaren wint aan waardering.

## Trivia
Staal was gehuwd met actrice Wiesje Bouwmeester. Op latere leeftijd hertrouwde hij, met Maria Johanna Duchâteau.